# アザーン (ギリシア神話)
アザーン（古希: Ἀζάν, Azān） は、ギリシア神話の人物である。長母音を省略してアザンとも表記される。アルカディアー地方の王アルカスとニュムペー（ドリュアス）のエラトーの子で、アペイダース、エラトスと兄弟。また異母兄弟にアウトラオスがいた。1子クレイトールの父。
アザーンは父アルカスが籤を使って王国を3つに分割したとき、アザニアーを得た。一説によると、アザーンはオーレノスの王デクサメノスの娘ヒッポリュテーと結婚したが、ケンタウロスのエウリュティオーンがヒッポリュテーに乱暴をしようとしたため、結婚式に出席していたヘーラクレースが退治したといわれる。またアザーンの死後に行われた競技祭は葬礼競技の嚆矢とされるが、エーリスの王アイトーロスが追放されたのは、この競技祭で殺人を犯してしまったからだという。なお、子のクレイトールはアルカディアー地方の王となったが、子供がなかったので、王権はエラトスの子アイピュトスに移ったという。